# Bolesław Studziński
Bolesław Studziński (ur. 20 sierpnia 1892 w Karczmiskach, zm. 23 kwietnia 1940 w Lublinie) – major administracji (piechoty) Wojska Polskiego, współtwórca i komendant konspiracyjnej organizacji Komenda Obrońców Polski, kawaler Orderu Virtuti Militari.

## Życiorys
Urodził się w rodzinie wiejskiego murarza. Ukończył wieczorową szkołę handlową w Lublinie i podjął pracę jako subiekt. Działał w Drużynach Bartoszowych. Aresztowany i osadzony w lubelskim zamku. Deportowany do Butyrki w głębi Rosji. Do kraju powrócił w 1914 roku. Wstąpił do Legionów Polskich. Skierowany do pracy w POW. Działał na terenie powiatów: Garwolin, Radzyń Podlaski, Mińsk Mazowiecki. Walczył w wojnie polsko-bolszewickiej. 
W latach 1923–1926 był przydzielony z macierzystego pułku do Powiatowej Komendy Uzupełnień Mińsk Mazowiecki na stanowisko oficera instrukcyjnego. W marcu 1926, w związku z likwidacją stanowiska oficera instrukcyjnego, został przeniesiony do baonu manewrowego w Rembertowie. 3 maja 1926 roku został mianowany kapitanem ze starszeństwem z 1 lipca 1925 roku i 76. lokatą w korpusie oficerów piechoty. W lipcu 1929 został przeniesiony do Korpusu Ochrony Pogranicza z równoczesnym przeniesieniem do kadry oficerów piechoty. W 1937 został przeniesiony do korpusu oficerów administracji, grupa administracyjna. Na stopień majora został mianowany ze starszeństwem z 19 marca 1938 i 45. lokatą w korpusie oficerów administracji, grupa administracyjna. W marcu 1939 pełnił służbę w Urzędzie Wychowania Fizycznego i Przysposobienia Wojskowego KOP w Warszawie na stanowisku kierownika referatu ogólnego.
Podczas kampanii wrześniowej 1939 roku walczył w szeregach KOP dowodzonego przez generała brygady Wilhelma Orlik-Rückemanna, który po zakończeniu kampanii wrześniowej nakazał zorganizowanie formacji konspiracyjnej. Bolesław Studziński założył i został pierwszym dowódcą organizacji Komenda Obrońców Polski (KOP). W 1940 po rozpracowaniu przez Niemców organizacji KOP, został aresztowany, zmarł tego samego roku.

## Ordery i odznaczenia
- Krzyż Srebrny Orderu Wojskowego Virtuti Militari[11]
- Krzyż Niepodległości z Mieczami (9 listopada 1931)[12]
- Krzyż Walecznych (czterokrotnie: „za czyny męstwa i odwagi wykazane w bojach toczonych w latach 1918–1921”)[11]
- Srebrny Krzyż Zasługi (dwukrotnie: 18 marca 1932[13], 1937 „za zasługi na polu pracy w przysposobieniu wojskowym i wychowaniu fizycznym”[8])